# Союз українських філателістів і нумізматів
Союз українських філателістів і нумізматів (СУФН) (англ. Ukrainian Philatelic and Numismatic Society (UPNS)) заснований 1951 в Нью-Йорку. До 1972 називався «Союз українських філателістів». На сьогодні об'єднує 220 членів з 10 країн.

## Історія
Одним із засновників «Союзу українських філателістів» у Нью-Йорку, а потім і членом управи був Степан Кікта.
СУФН плекає зацікавлення філателією (зокрема дбає про колекціонування українських поштових марок) і нумізматикою. Видає журнал «Український філателіст» (англ. Ukrainian Philatelist) і бюлетень «Вісник» (англ. Trident-Visnyk), влаштовує аукціони.
Головували: Є. Котик, Р. Мартинюк, І. Світ, Л. Попович, Ю. Слюсарчук (з 1971).
Щороку проводиться нагородження найкращих членів Союзу, одна з нагород — імені Юліана Максимчука (англ. Julian G. Maksymczuk Award).